# Iván Tymkó
Iván Ivánovych Tymkó –en ucraniano, Іван Іванович Тимко– (Kiev, URSS, 29 de julio de 1979) es un deportista ucraniano que compitió en remo.
Ganó una medalla de bronce en elCampeonato Europeo de Remo de 2011, en la prueba de ocho con timonel. Participó en los Juegos Olímpicos de Londres 2012, ocupando el octavo lugar en la misma prueba.

## Palmarés internacional
| Campeonato Europeo | Campeonato Europeo | Campeonato Europeo | Campeonato Europeo |
| Año                | Lugar              | Medalla            | Prueba             |
| ------------------ | ------------------ | ------------------ | ------------------ |
| 2011               | Plovdiv (Bulgaria) | Medalla de bronce  | Ocho con timonel   |